# Rhynchospora intermedia
Rhynchospora intermedia är en halvgräsart som först beskrevs av Alvin Wentworth Chapman, och fick sitt nu gällande namn av Nathaniel Lord Britton. Rhynchospora intermedia ingår i släktet småag, och familjen halvgräs. Inga underarter finns listade i Catalogue of Life.